# پادشاه کائو ژو
پادشاه کائو از ژو (به چینی: 周考王) یا پادشاه کائوژه ژو (周考哲王) با نام شخصی جی وی (به چینی: 泄嵬)؛ سی‌ویکمین پادشاه دودمان ژو و نوزدهمین پادشاه ژو خاوری بود. او پس از کشتن برادرش، پادشاه سی ژو به تخت نشست و از ۴۴۰ پ. م تا ۲۲۶ پ. م حکومت کرد. پس از او پسرش، پادشاه وی‌لیه ژو به سلطنت رسید.